# Thomas Schneider (égyptologue)
Thomas Schneider (né le 6 septembre 1964 à Göttingen) est un égyptologue allemand.

## Biographie
Thomas Schneider commence ses études en 1984 à l'université de Zurich, en se concentrant sur l'histoire, l'égyptologie et l'hébreu. Il part à l'université de Bâle en 1986, où il obtient une maîtrise en égyptologie, histoire ancienne et études de l'Ancien Testament en 1990. Il poursuit ses études au Collège de France à Paris avant de terminer son doctorat en égyptologie à l'université de Bâle en 1996. En 1999, il termine son habilitation à la même université.
Thomas Schneider devient professeur d'égyptologie à l'université du pays de Galles, à Swansea. Auparavant, il a été professeur invité aux universités de Vienne, Varsovie et Heidelberg, professeur de l'Association nationale suisse de la recherche à l'Institut d'égyptologie de Bâle et a participé au projet MISR (Mission Siptah - Ramsès X dans la vallée des Rois) de l'uUniversité de Bâle. Depuis 2007, il est professeur agrégé d'égyptologie et du Proche-Orient à l'université de la Colombie-Britannique.

## Publication
- Schneider, « Asiatische Personennamen in ägyptischen Quellen des Neuen Reiches », Orbis Biblicus et Orientalis, vol. 114,‎ 1992 (DOI 10.5167/uzh-139695)
- Ausländer in Ägypten während des Mittleren Reiches und der Hyksoszeit. Teil 1: Die ausländischen Könige, vol. 42, Wiesbaden, Harrassowitz, coll. « Ägypten und Altes Testament », 1998 (ISBN 3-447-04049-1)
- Thomas Schneider, Ausländer in Ägypten während des Mittleren Reiches und der Hyksoszeit: Die ausländische Bevölkerung, vol. 42, coll. « Ägypten und Altes Testament », 1998 (ISBN 9780344749063)
- Thomas Schneider et Peter Raulwing, Egyptology from the First World War to the Third Reich: Ideology, Scholarship, and Individual Biographies, Leiden, Brill, 8 novembre 2012 (ISBN 978-90-04-24329-3), « Ägyptologen im Dritten Reich. Biographische Notizen anhand der sogenannten „Steindorff-Liste“. », p. 120–247